# Weißer Hirsch (Jöhstadt)
Weißer Hirsch, seit dem 20. Jahrhundert unter dem Namen Berghof bekannt, ist eine heute aus mehreren Gebäuden bestehende Häusergruppe im Erzgebirgskreis (Freistaat Sachsen) an der Grenze zur Tschechischen Republik. Während die unter „Berghof“ bekannte Gaststätte zur Stadt Jöhstadt gehört, liegt das einstige Forsthaus in der Flur der Gemeinde Königswalde. Direkt auf tschechischer Seite lag bis in die Mitte des 20. Jahrhunderts die böhmische Siedlung „Weißer Hirsch“, deren Flur heute zum Ortsteil Černý Potok (Pleil-Sorgenthal) der Gemeinde Kryštofovy Hamry (Christophhammer) gehört.

## Geographie
Die Häusergruppe Weißer Hirsch liegt auf dem Kamm des Mittleren Erzgebirges an der Grenze zur Tschechischen Republik. Während das heute als „Berghof“ bezeichnete Gasthaus zu Jöhstadt gehört, befindet sich das Forsthaus westlich des Conduppelbachs auf Königswalder Flur. Die Häuser auf böhmischer Seite wurden nach 1945 abgerissen. Die Häusergruppe liegt an der Verbindungsstraße von Jöhstadt nach Kühberg.

## Geschichte

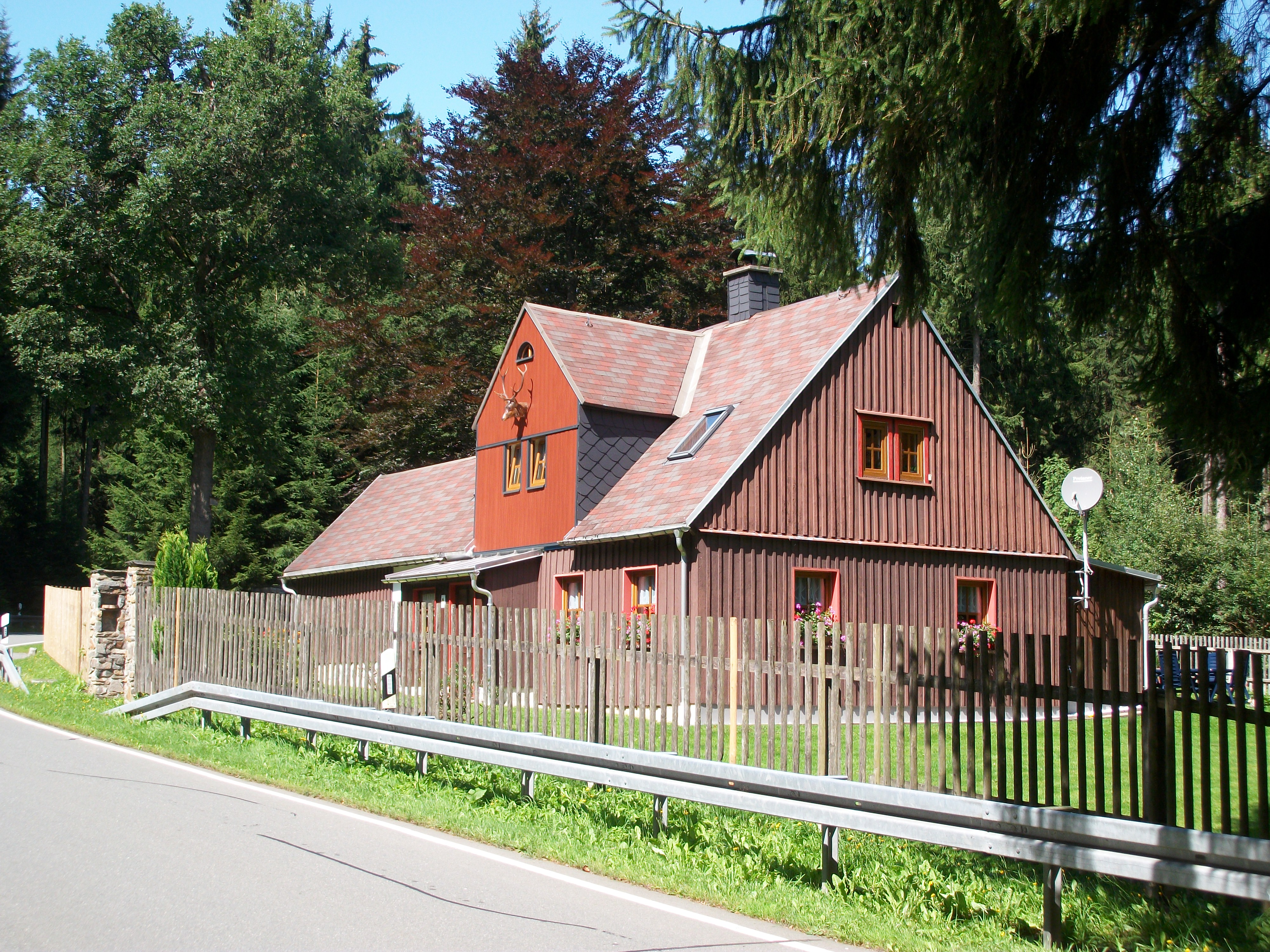
Königswalde, Forsthaus Weißer Hirsch

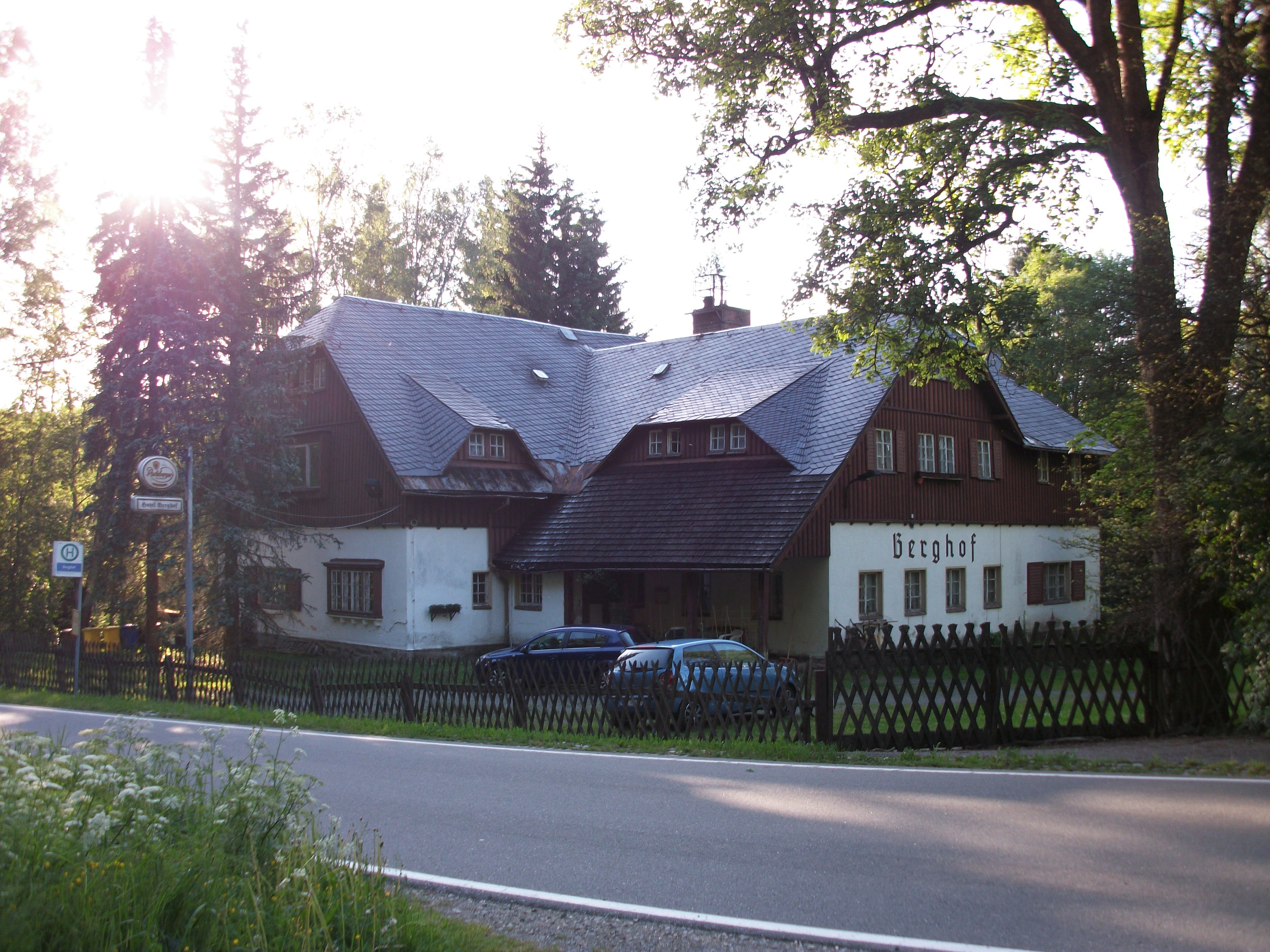
Jöhstadt, Berghof (Weißer Hirsch)

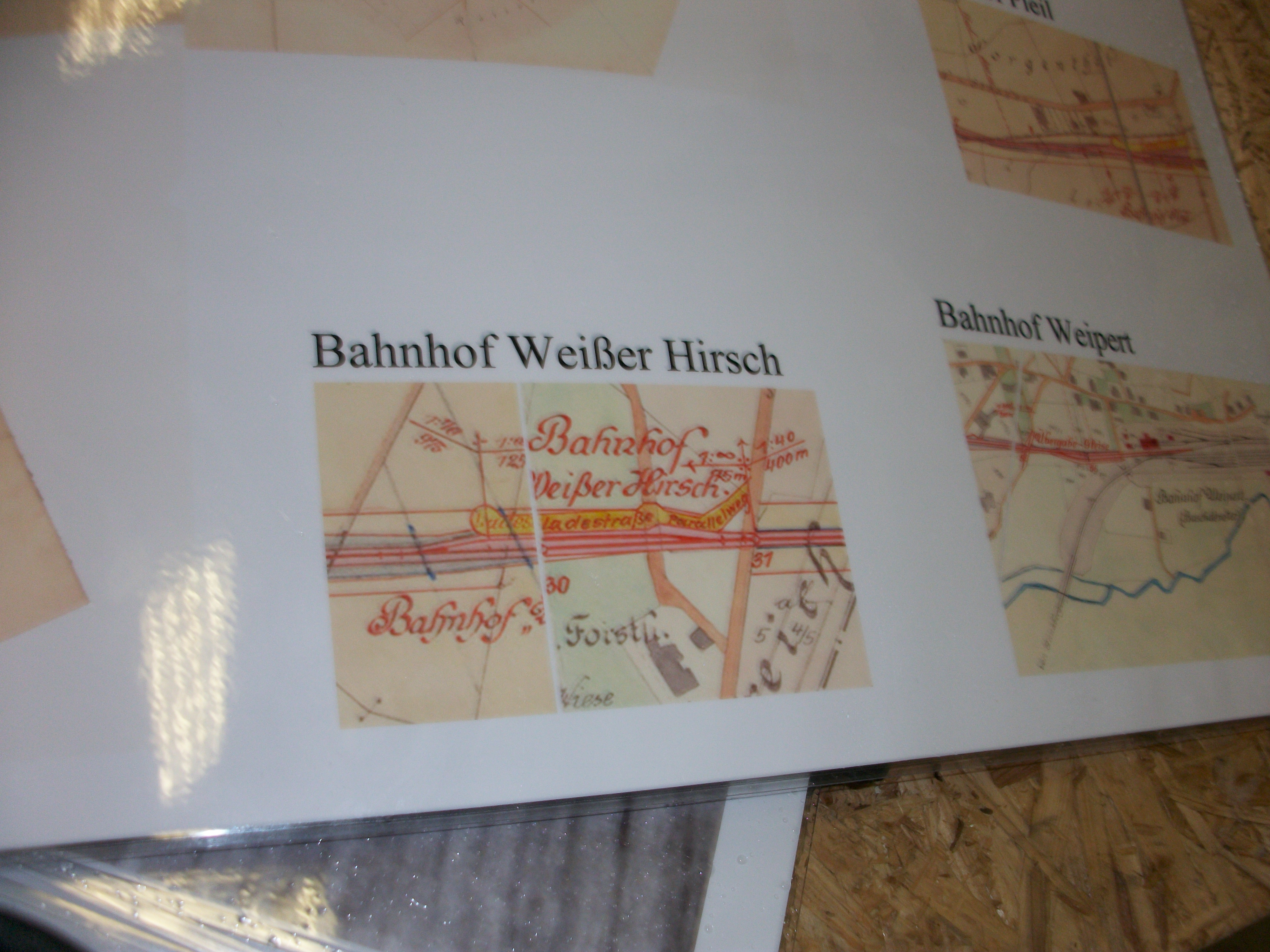
Schema des im Jahr 1912 geplanten Bahnhofs Weißer Hirsch der nie realisierten Schmalspurbahn zwischen Jöhstadt und Weipert

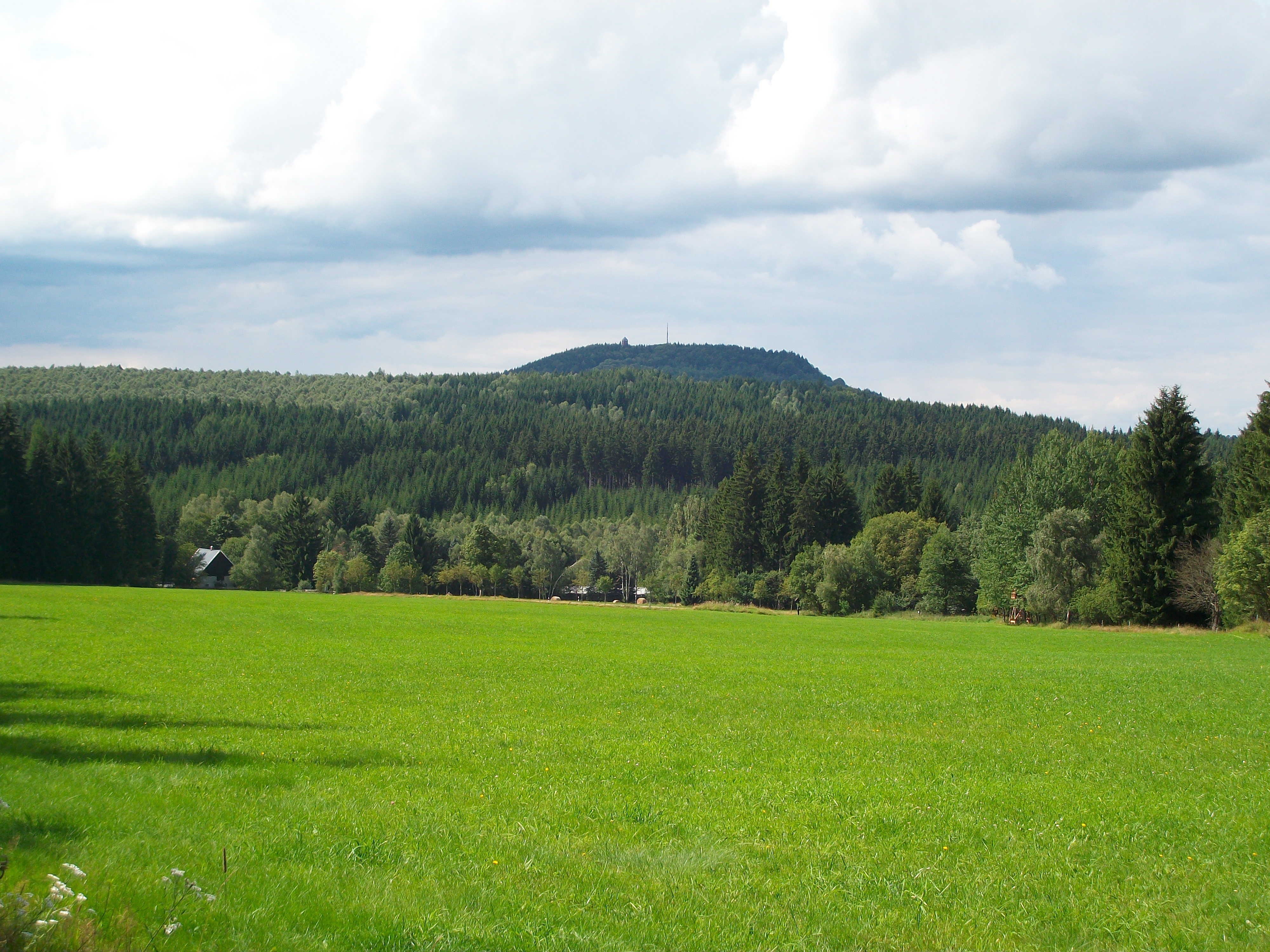
Berghof bei Jöhstadt mit Berg Bärenstein

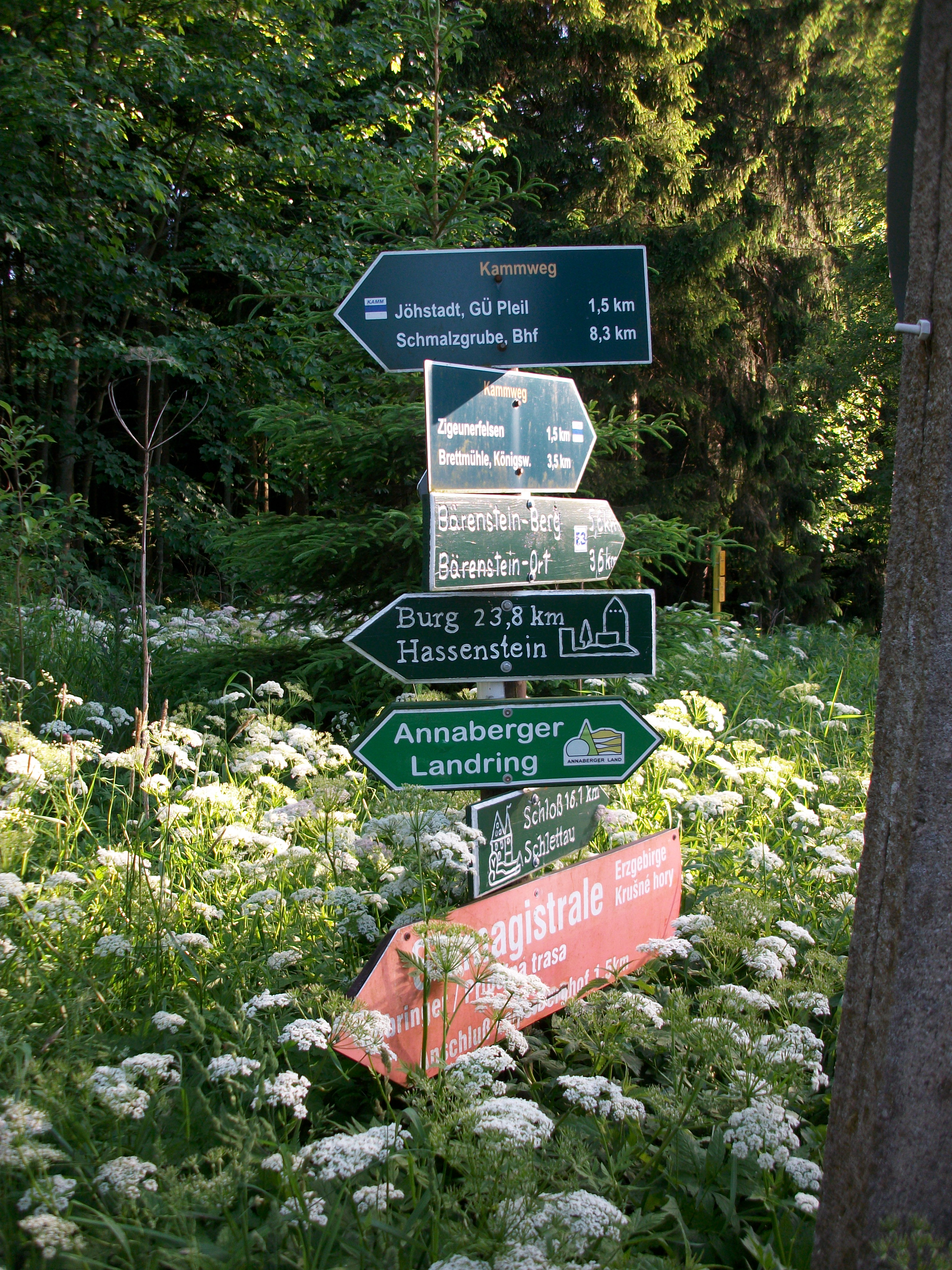
Jöhstadt, Wegweiser beim Berghof (Weißer Hirsch)

Das heute als „Berghof“ bekannte Gasthaus und Ferienheim an der Straße von Jöhstadt nach Kühberg wurde bis Mitte des 20. Jahrhunderts als „Weißer Hirsch“ bezeichnet. Vermutlich rührte der Name vom ca. 300 Meter westlich gelegenen Forsthaus her und wurde erst später auf das Gasthaus übertragen. An der Stelle des Gasthofs wurde ursprünglich ein Kohlenmeiler betrieben.
Urkundlich ist belegt, dass der Jöhstädter Förster Christian Ebert der Gründer des Weißen Hirschs war. Ebert erhielt im Jahr 1657 eine Anstellung als kurfürstlicher Förster in Jöhstadt. Zu dieser Zeit war er bereits Besitzer zweier Anwesen in Jöhstadt. Durch das genehmigte Gesuch der Überlassung des an der sächsisch-böhmischen Grenze liegenden, „Stockholz“ genannten Waldes, wurde Ebert Besitzer des Flurstücks um den späteren Weißen Hirsch. Am 23. März 1662 legte der Oberforst- und Waldmeister Hans Ernst Römer unter Hinzuziehung benachbarter Forstbeamter und des Stadtrichters von Jöhstadt die Grenze des Grundstückes fest. In der angefertigten Urkunde ist als Grenze an zwei Seiten der Conduppelbach und der Bleyensteig (Grenzweg) belegt. Ebert errichtete auf dieser Flur eine Gaststätte mit Schmiede und nannte das Anwesen „Weißer Hirsch“. Urkundlich belegt ist dieser Name erstmals im Jahr 1664, als Andreas Ries den Gasthof pachtete. Auch in späterer Zeit verpachtete Ebert den Gasthof. Der Lastenverkehr auf den nahen Handelsstraßen versprach Verdienst durch Einkehr, Vorspanndienst und Schmiede. In früherer Zeit führte eine Straße von Königswalde ins böhmische Kaaden. Sie wurde noch in „Schumanns Ortslexikon“ von 1818 erwähnt, war aber zu dieser Zeit bereits eingegangen. Weiterhin führte jenseits der sächsischen Grenze der Preßnitzer Pass entlang. Diese von Halle (Saale) kommende Salzstraße überquerte bei Kühberg die Landesgrenze und führte über Weipert-Grund und Pleil-Sorgenthal nach Kaaden auf böhmischer Seite am Weißen Hirsch vorbei. Der Viehbestand des Weißen Hirschs war lediglich für den eigenen Bedarf angelegt.
Nachdem Christian Ebert im Jahr 1686 gestorben war, erfolgte erst 1691 eine Erbteilung. Von den drei männlichen und vier weiblichen Erben übernahm Tochter Anna Sophie den Gasthof. Diese war mit Theodor Ernesti in Jöhstadt, dem späteren Pfarrer in Arnsfeld und Grumbach verheiratet. Bis 1762 waren nur direkte Nachkommen Eberts die Besitzer des Weißen Hirschs. In diesem Jahr erwarb Johann Andreas Weber aus Kleinrückerswalde die Wirtschaft, dessen Ehefrau Johanna Concordia geb. Ebert einer Seitenlinie der Familie Ebert entstammte. Die Tochter Webers heiratete einen aus Mähren eingewanderten Deutschen namens Langhammer, dem dann weiter zwei Generationen namens Langhammer folgten. Als Besitzer des Gasthofs Weißer Hirsch ist um 1861 Friedrich Jonathan Langhammer nachgewiesen. 1876 starb der letzte Besitzer aus der vorerwähnten Familie Langhammer. Die Witwe bewirtschaftete den Betrieb noch bis 1883. Nach zwei Bränden wurde der Gasthof am 4. November 1906 wieder eröffnet.
Verwaltungsrechtlich war der Weiße Hirsch bis 1835 als Einzelgrundstück dem kursächsischen bzw. königlich-sächsischen Amt Wolkenstein unterstellt. Erst dann wurde er der Stadt Jöhstadt unterstellt. In der Nähe des Gasthofs bestand um 1850 ein ausgedehnter Torfstich, der zu dieser Zeit guten Absatz bei öffentlichen Anstalten und privaten Haushalten im Annaberger Raum hatte. Erst nachdem in den 1870er Jahren die Bahnstrecke Annaberg–Weipert eröffnet worden war, ging der Bedarf an Torf als Brennmaterial stark zurück, da kostengünstig böhmische Kohle herangeschafft werden konnte. Mit dem Eingehen des Torfstichs wurde das Torfhaus im Jahr 1885 abgebrochen. Friedrich Zeeh, der letzte Torfmeister, starb 1890 im Alter von 89 Jahren in Kühberg.
In einem Messtischblatt aus dem Jahr 1912 wurde zwischen dem Forsthaus westlich des Conduppelbachs und dem Gasthaus „Weißer Hirsch“ am Ostufer des Bachs unterschieden. Die Bezeichnung „Weißer Hirsch“ übertrug sich auch auf die benachbarten Häuser auf böhmischer Seite im Tal des Conduppelbachs und auf der Höhe über dem Blechhammer in Weipert-Grund. Diese gehörten zur Gemeinde Pleil-Sorgenthal. Nur 30 Meter hinter der sächsischen Grenze befand sich auf böhmischer Seite das Forsthaus des Weiperter Reviers, direkt gegenüber vom sächsischen Gasthof „Weißer Hirsch“. Zu dieser Zeit existierte zwischen der sächsischen und der böhmischen Seite eine Straße, die weiter nach Weipert führte. 
Um 1912 existierten weit fortgeschrittene Pläne der Verlängerung der Schmalspurbahn Wolkenstein–Jöhstadt über die sächsisch-böhmische Landesgrenze zum Bahnhof Weipert. Dieses Projekt sah jeweils einen Bahnhof in Pleil und in der böhmischen Siedlung „Weißer Hirsch“ vor. Der Bahnhof „Weißer Hirsch“ hätte sich etwas südlich des böhmischen Forsthauses befunden. Wegen des Ersten Weltkrieges und der politischen Veränderung nach dem Krieg kam das Projekt jedoch über eine Entwurfsplanung nicht hinaus.
Um 1932/38 war die Bezeichnung „Weißer Hirsch“ ebenfalls für das Forsthaus und die Gaststätte auf deutscher sowie die Siedlung um das böhmische Forsthaus auf tschechischer Seite gebräuchlich. Nachdem deutsche Truppen im Oktober 1938 das Sudetenland und mit ihm auch das Gemeindegebiet von Pleil-Sorgenthal mit dem böhmischen Weißen Hirsch besetzten, erfolgte am 10. Oktober 1938 dessen Eingliederung in den Bezirk Preßnitz im Reichsgau Sudetenland. Nach dem Ende des Zweiten Weltkriegs wurde im Jahr 1945 die Tschechoslowakei in den Grenzen aus der Zeit vor dem Münchner Abkommen wiederhergestellt, zu der nun auch der böhmische Teil vom Weißen Hirsch wieder gehörte. Zwischen 1945 und 1946 wurde die deutschböhmische Bevölkerung vertrieben und die Häuser aufgrund ihrer Nähe zur Staatsgrenze vollständig abgerissen.
Auch die sächsische Seite des Weißen Hirschs hatte unter den geschichtlichen Entwicklungen zu leiden. Durch den Bau der Eisenbahnstrecken in der Umgegend und der Anlage neuer Straßen blieben in der ersten Hälfte des 20. Jahrhunderts vermehrt Gäste aus. 1939 übernahm die Familie Bohring den Landgasthof, der in diesem Zuge seine rustikal-erzgebirgische Einrichtung und den Namen „Berghof“ erhielt. Auf einer Wanderkarte von 1957 erscheint für die Gaststätte nur noch die Bezeichnung „Berghof“. In der Gegenwart besteht der Berghof als einzelnes Gebäude in der Jöhstädter Flur, in dem eine Gastwirtschaft betrieben wird. Das Forsthaus liegt in der Flur von Königswalde.

## Tourismus
Der Berghof (Weißer Hirsch) wird von je einem überregionalen bzw. regionalen Wander- bzw. Radweg tangiert:
- Die Etappe 7 des Kammwegs Erzgebirge–Vogtland von Satzung nach Bärenstein[3] verläuft von Jöhstadt zum Berghof und dann durch das Tal des Conduppelbachs.
- Der Annaberger Landring (Südwestteil des Südrings) verläuft östlich von Königswalde durch das Tal des Conduppelbachs über den Berghof nach Jöhstadt.[4]